# Grafschaft Melun
Die Vizegrafschaft Melun, später Grafschaft Melun, mit dem Hauptort Melun befand sich seit dem Beginn des 13. Jahrhunderts im Besitz der gleichen nach ihr benannten Familie. Die de Melun erbten Mitte des 14. Jahrhunderts die Grafschaft Tancarville in der Normandie und verloren sie allerdings kurze Zeit später wieder. Festhalten konnten sie jedoch die Burggrafschaft Gent, die ihnen am Ende des 14. Jahrhunderts zufiel.

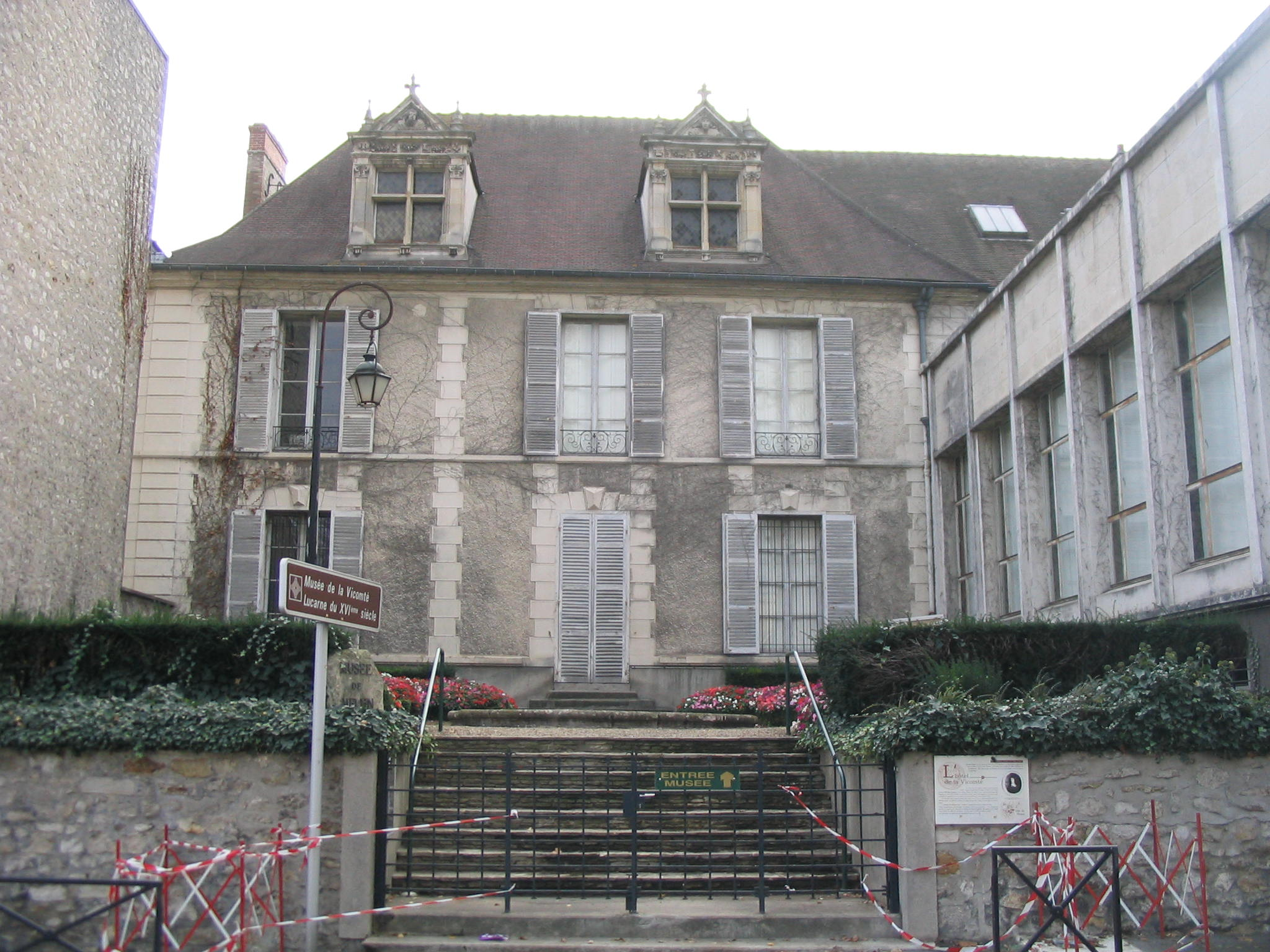
Die alte Residenz der Vicomtes de Melun am Quai de la Courtille in Melun

Als Grafen von Épinoy (ab 1514) und Fürsten von Épinoy (ab 1541) traten sie auf der europäischen Bühne stärker in den Vordergrund. Während die Fürsten im Jahr 1714 mit dem Herzogtum Joyeuse den Höhepunkt der Hierarchie erreichten (und zehn Jahre später ausstarben), ging die Vizegrafschaft Melun um 1675 als Grafschaft an eine jüngere Linie über. Dieser Zweig der Familie erlosch 1738.
→ siehe auch: Melun (Adelsgeschlecht)

## Herren von Melun
- Fulcrad, tritt Melun an Graf Burchard I. von Vendôme ab, der sein Schwiegersohn wird, und erhält dafür den Titel eines Vizegrafen von Vendôme
- Burchard I. von Vendôme, Herr von Melun
- König Robert II. nimmt Melun 999 an sich
- Melun wird an Graf Odo II. von Blois verkauft
- Milon de Melun, Seigneur de Courtry, Schwiegersohn von Floris de France († wohl 1119) (Stammliste der Kapetinger)

## Vizegrafen von Melun (Haus Melun)
- Adam, Vizegraf von Melun (Vicomte de Melun) 1205/1254
- Jean I., dessen Sohn, Vizegraf von Melun
- Jean II., dessen Enkel († 1359), Vizegraf von Melun
- Jean III. dessen Sohn, Vizegraf von Melun, Graf von Tancarville 1351
- Guillaume (X 1415), dessen Sohn, Vizegraf von Melun
- Jean IV. († 1484), dessen Vetter, 1410 Burggraf von Gent, 1415 Vizegraf von Melun
- Jean V. († 1513), dessen Sohn, Vizegraf von Melun, Burggraf von Gent
- François I. († 1547), dessen Sohn, 1513 Vizegraf von Melun, 1514 Graf von Épinoy
- Hugues (X 1553), dessen Sohn, 1547 Fürst von Épinoy (Prince d’Épinoy), Vizegraf von Melun
- Charles († 1579), dessen Sohn, 2. Fürst von Épinoy, Vizegraf von Melun
- Pierre († 1594), dessen Bruder, 3. Fürst von Épinoy, Vizegraf von Melun
- Guillaume († 1635), dessen Sohn, 4. Fürst von Épinoy, Vizegraf von Melun
- Ambroise (X 1641), dessen Sohn, 5. Fürst von Épinoy, Vizegraf von Melun
- Alexandre Guillaume († 1679), dessen Bruder, 6. Fürst von Épinoy, Vizegraf von Melun
  - Charles Alexandre († 1675), dessen Bruder, Burggraf von Gent

## Grafen und Markgrafen von Melun
- Alexandre, dessen Sohn, 1675 Burggraf von Gent, Graf von Melun
- Ambroise, dessen Bruder, Markgraf von Melun (Marquis de Melun)
- Jean Alexandre Théodose († 1738), dessen Sohn, Graf von Melun

## Herzog von Joyeuse
- Louis de Melun († 1704), Sohn von Alexandre Guillaume, 7. Fürst von Épinoy,
- Louis de Melun († 1724), dessen Sohn, Herzog von Joyeuse (Duc de Joyeuse), 8. Fürst von Épinoy, 1721 Marquis von Roubaix, Graf von Saint-Pol etc.

## Haus Choiseul
- César Gabriel de Choiseul (1712–1785) 1762 Herzog von Praslin, Vicomte de Melun
- Renaud César Louis de Choiseul (1735–1791), dessen Sohn, 2. Duc de Praslin, Vicomte de Melun